# Светлица (Минская область)
Светлица (бел. Святліца) — деревня в Березинском районе Минской области Беларуси. Входит в состав Березинского сельсовета.

## География
Деревня находится в восточной части Минской области, на правом берегу реки Березины, при автодороге Р-67, на расстоянии приблизительно 1 километра к юго-западу от города Березино, административного центра района. Абсолютная высота — 151 метр над уровнем моря. Площадь населённого пункта — 0,5535 км².

## История
В 1897 году входила в состав Игуменского уезда Минской губернии, насчитывалось 42 двора и 267 жителей.
По состоянию на 1909 год, в Светлице имелось 37 дворов и проживал 245 человек. В административном отношении деревня входила в состав Погостской волости.
В 1936 году, в ходе проведения коллективизации, был образован колхоз «Стяг Ленина».

## Население
По данным переписи 2019 года, в деревне проживал 221 человек.
| Год  | Население, человек |
| ---- | ------------------ |
| 1858 | 123                |
| 1897 | ↗ 267              |
| 1909 | ↘ 245              |
| 1917 | ↗ 306              |
| 1926 | ↗ 342              |
| 1960 | ↗ 380              |
| 2003 | ↘ 216              |
| 2008 | ↘ 198              |
| 2009 | ↘ 180              |
| 2019 | ↗ 221              |